# 天水郡街道
天水郡街道，是中华人民共和国甘肃省天水市秦州区下辖的一个乡镇级行政单位。

## 行政区划
天水郡街道下辖以下地区：
王家磨社区、西十里社区、瀛池社区、莲亭社区、暖和湾社区和皂郊路社区。